# Борщёва, Елена Сергеевна
Еле́на Серге́евна Борщёва (в замужестве — Юшке́вич; псевдоним — Елена Хульевна Санта-Мария Герра) (род. 11 апреля 1981, Нальчик, Кабардино-Балкарская АССР) — российская актриса театра, кино и телевидения юмористического жанра, телеведущая, поэтесса и певица. Участница команды КВН «Сборная Пятигорска» (2000—2006), бывшая участница шоу «Comedy Woman» (2008—2012, 2016).

## Биография
Родители Елены познакомились в Москве, будучи студентами. Её мать, Татьяна Витальевна Борщёва, училась в Тимирязевской сельскохозяйственной академии, а отец, панамец Хулио Санта-Мария Герра, учился в РУДН. Пара вскоре рассталась, Хулио уехал в Панаму, а Татьяна вернулась домой в Нальчик, где 11 апреля 1981 года у неё родилась Елена. Про отца Елена впервые узнала лишь в 10 лет, а встретилась с ним только в 2010-х годах в Нидерландах, где он получал докторскую степень.
В 1998 году после окончания школы поступила в Пятигорский государственный лингвистический университет, на факультет испанского и английского языков. В возрасте 18 лет разыскала своего отца через посольство Панамы. В 1999 году дебютировала в составе университетской команды КВН «Братцы Бернардаццы».
С 2000 года выступала за команду «Сборная Пятигорска», ставшую впоследствии чемпионом Высшей лиги КВН, обладателем Летнего кубка КВН и других наград. Елена выделялась своей нестандартной внешностью и высоким ростом — 181 см. В КВНе сама придумывала шутки и номера.
В 2003 году окончила университет по специальности «Лингвист. Преподаватель испанского и английского языков». Около года работала специалистом по внешнеэкономическим связям.
В 2005 году вышла замуж. Затем вместе с мужем переехала в Москву.
С 2006 года по приглашению Натальи Еприкян принимала участие в клубном юмористическом проекте «Made in woman», который в 2008 году перерос в телевизионное шоу «Comedy Woman» на телеканале ТНТ. Взяла себе сценический псевдоним Елена Хульевна Санта-Мария Герра — по имени отца.
В мае 2012 года после истечения срока контракта покинула шоу «Comedy Woman» и решила заняться сольными проектами. Елена стала вести авторский мастер-класс «Как развить в себе чувство юмора». Организовала кулинарно-юмористическое шоу «Повариха-ха», которое проходит в ресторанах Москвы. Ведёт различные корпоративные мероприятия.
Принимала участие в нескольких телевизионных передачах: «Такси» и «Ешь и худей» на ТНТ; «Пусть говорят», «Форт Боярд», «Большая разница» на Первом канале; «Хорошие шутки», «Слава Богу, ты пришёл!», «Истории в деталях», «Это мой ребёнок?!», «Большой вопрос» на СТС. Снялась в рекламном ролике капель от насморка Ксилен.
В сентябре 2014 года вышел клип Елены на песню «Кастинг».
2 декабря 2016 года в 46 выпуске 7 сезона Comedy Woman Елена Борщёва вернулась в шоу на один выпуск.
В 2022 году начала музыкальную карьеру в лейбле Burn Music House под псевдонимом LENA BOKOTA, выпустив девять сольных песен, а также записав дуэты с Шурой и поп исполнителем FIZICA.
В сентябре 2023 года стала участницей второго сезона шоу «Новые Звёзды в Африке» на ТНТ.

## Личная жизнь
- В 2004 году познакомилась со своим будущим мужем, тренером по фитнесу Валерием Юшкевичем[2].
- 2 июля 2005 года они поженились[17], и Елена взяла фамилию мужа[9].
- 15 марта 2007 года у них родилась дочь Марта[17].
- 1 апреля 2015 года родилась вторая дочь, которую назвали Умой[18][19]. Чтобы забеременеть во второй раз, юмористке и её супругу пришлось прибегнуть к помощи ЭКО[20].

## Фильмография
- 2011 — Самый лучший фильм 3-ДЭ — приглашённая знаменитость[12]
- 2014 — Что творят мужчины! 2 — Зоя
- 2016 — Всё о мужчинах — Екатерина, жена Андрея
- 2019 — Робо — учительница физкультуры
- 2019 — Чума! — Андалла
- 2022 — Наводнение — Оксана

## Спектакли
- «Ну и фрукт ты!»
- «Семейство Адовых»
- «Спасение вселенной»

## Музыкальные видео
- 2014 — «Кастинг»

## Дискография
- Дамбо — сингл (2022)
- Дамбо (совместно с FIZICA) — сингл (2022)
- Веснушки — сингл (2022)[21]
- Еду на банкет — сингл (2022)
- Лето в голове — сингл (2022)
- Танцы в машине (совместно с Шурой) — сингл (2022)
- Мята мятная — сингл (2022)
- Елена Хульевна Санта-Мария Герра — сингл (2022)
- Buenos Dias — сингл (2022)
- В ожидании чудес — сингл (2022)
- Фаберже — сингл (2023)[15]